# Austria's Next Topmodel (mùa 2)
Mùa thứ hai của chương trình truyền hình thực tế Austria's Next Topmodel được dựa trên America's Next Top Model của Tyra Banks. Lena Gercke là host của chương trình một lần nữa. HLV catwalk của Hà Lan, Alamande Belfor đã được thay thế bởi cựu người mẫu và nhiếp ảnh gia thời trang Andreas Ortner. Sabine Landl, chuyên gia về kiểu dáng trong mùa 1 đã trở thành ban giám khảo của mùa này.
Người chiến thắng là Aylin Kösetürk, 16 tuổi từ Vienna. Cô giành được các phần thưởng là:
- 1 hợp đồng người mẫu cho Wiener Models,
- Lên ảnh bìa tạp chí Woman
- Trở thành gương mặt mới trong chiến dịch quảng cáo cho Hervis, Philip Plein & Brunotti
- Được sải bước trên sàn diễn thời trang cho nhà thiết kế Jean-Charles De Castelbajac tại Paris Fashion Week

## Các thí sinh
(Tuổi tính từ ngày dự thi)
| Thí sinh          | Tuổi | Chiều cao               | Quê quán         | Bị loại ở | Hạng               |
| ----------------- | ---- | ----------------------- | ---------------- | --------- | ------------------ |
| Julia Huber       | 24   | 1,71 m (5 ft 7+1⁄2 in)  | Niederösterreich | Tập 2     | 13                 |
| Lisa Schottak     | 16   | 1,80 m (5 ft 11 in)     | Carinthia        | Tập 3     | 12 (dừng cuộc thi) |
| Angelika Czapka   | 23   | 1,76 m (5 ft 9+1⁄2 in)  | Vienna           | Tập 3     | 11                 |
| Manuela Frey      | 18   | 1,74 m (5 ft 8+1⁄2 in)  | Vorarlberg       | Tập 5     | 10–9               |
| Vanessa Hooper    | 19   | 1,72 m (5 ft 7+1⁄2 in)  | Vienna           | Tập 5     | 10–9               |
| Iris Shala        | 19   | 1,68 m (5 ft 6 in)      | Graz             | Tập 7     | 8                  |
| Ann Steinwendner  | 16   | 1,73 m (5 ft 8 in)      | Carinthia        | Tập 8     | 7                  |
| Jenny Kogler      | 16   | 1,68 m (5 ft 6 in)      | Carinthia        | Tập 9     | 6                  |
| Lina Köberl       | 16   | 1,79 m (5 ft 10+1⁄2 in) | Carinthia        | Tập 10    | 5                  |
| Johanna Gruber    | 19   | 1,73 m (5 ft 8 in)      | Vienna           | Tập 11    | 4                  |
| Nina Kollmann     | 18   | 1,78 m (5 ft 10 in)     | Styria           | Tập 11    | 3                  |
| Sarah Unterberger | 21   | 1,77 m (5 ft 9+1⁄2 in)  | Tyrol            | Tập 11    | 2                  |
| Aylin Kösetürk    | 16   | 1,73 m (5 ft 8 in)      | Vienna           | Tập 11    | 1                  |

## Thứ tự gọi tên
| 1  | Iris     | Jenny    | Nina     | Aylin   | Aylin   | Jenny   | Johanna | Aylin   | Nina    | Aylin | Aylin |  |  |
| 2  | Lisa     | Aylin    | Johanna  | Nina    | Lina    | Lina    | Nina    | Johanna | Aylin   | Sarah | Sarah |  |  |
| 3  | Sarah    | Nina     | Sarah    | Ann     | Sarah   | Aylin   | Lina    | Sarah   | Sarah   | Nina  |       |  |  |
| 4  | Manuela  | Johanna  | Jenny    | Iris    | Ann     | Johanna | Sarah   | Nina    | Johanna |       |       |  |  |
| 5  | Jenny    | Sarah    | Aylin    | Lina    | Johanna | Sarah   | Aylin   | Lina    |         |       |       |  |  |
| 6  | Angelika | Lisa     | Lina     | Johanna | Jenny   | Nina    | Jenny   |         |         |       |       |  |  |
| 7  | Lina     | Iris     | Ann      | Sarah   | Nina    | Ann     |         |         |         |       |       |  |  |
| 8  | Nina     | Vanessa  | Iris     | Jenny   | Iris    |         |         |         |         |       |       |  |  |
| 9  | Julia    | Lina     | Vanessa  | Vanessa |         |         |         |         |         |       |       |  |  |
| 10 | Ann      | Ann      | Manuela  | Manuela |         |         |         |         |         |       |       |  |  |
| 11 | Johanna  | Angelika | Angelika |         |         |         |         |         |         |       |       |  |  |
| 12 | Vanessa  | Manuela  | Lisa     |         |         |         |         |         |         |       |       |  |  |
| 13 | Aylin    | Julia    |          |         |         |         |         |         |         |       |       |  |  |

     Thí sinh bị loại
     Thí sinh dừng cuộc thi
     Thí sinh chiến thắng cuộc thi
- Tập 4 & 5 được xem thành 1 tập với nhau.
- Tập 6 là tập tóm tắt của top 5.
- Tập 12 là tập ghi lại khoảnh khắc từ đầu cuộc thi.

### Buổi chụp hình
- Tập 1: Sang trọng trên máy bay (casting)
- Tập 2: Áo tắm; Tạo dáng với cá voi
- Tập 3: Người hầu gái trong lâu đài kinh dị
- Tập 5: Cơn thịnh nộ của Tiger Woods
- Tập 7: Ánh nhìn của Luân Đôn trên xe buýt 2 tầng
- Tập 8: Nhảy bungee
- Tập 9: Ảnh chân dung vẻ đẹp đầy màu sắc
- Tập 10: Ảnh bìa tạp chí Woman
- Tập 11: Ảnh quảng cáo cho Philipp Plein; Geisha hiện đại